# Religia w Albanii
1. Islam (50.67%)
2. Katolicyzm (8.38%)
3. Prawosławie (7.22%)
4. Protestantyzm (0.4%)
5. Inne (13.82%)
6. Ateizm (3.55%)
7. brak odpowiedzi (15.91%)

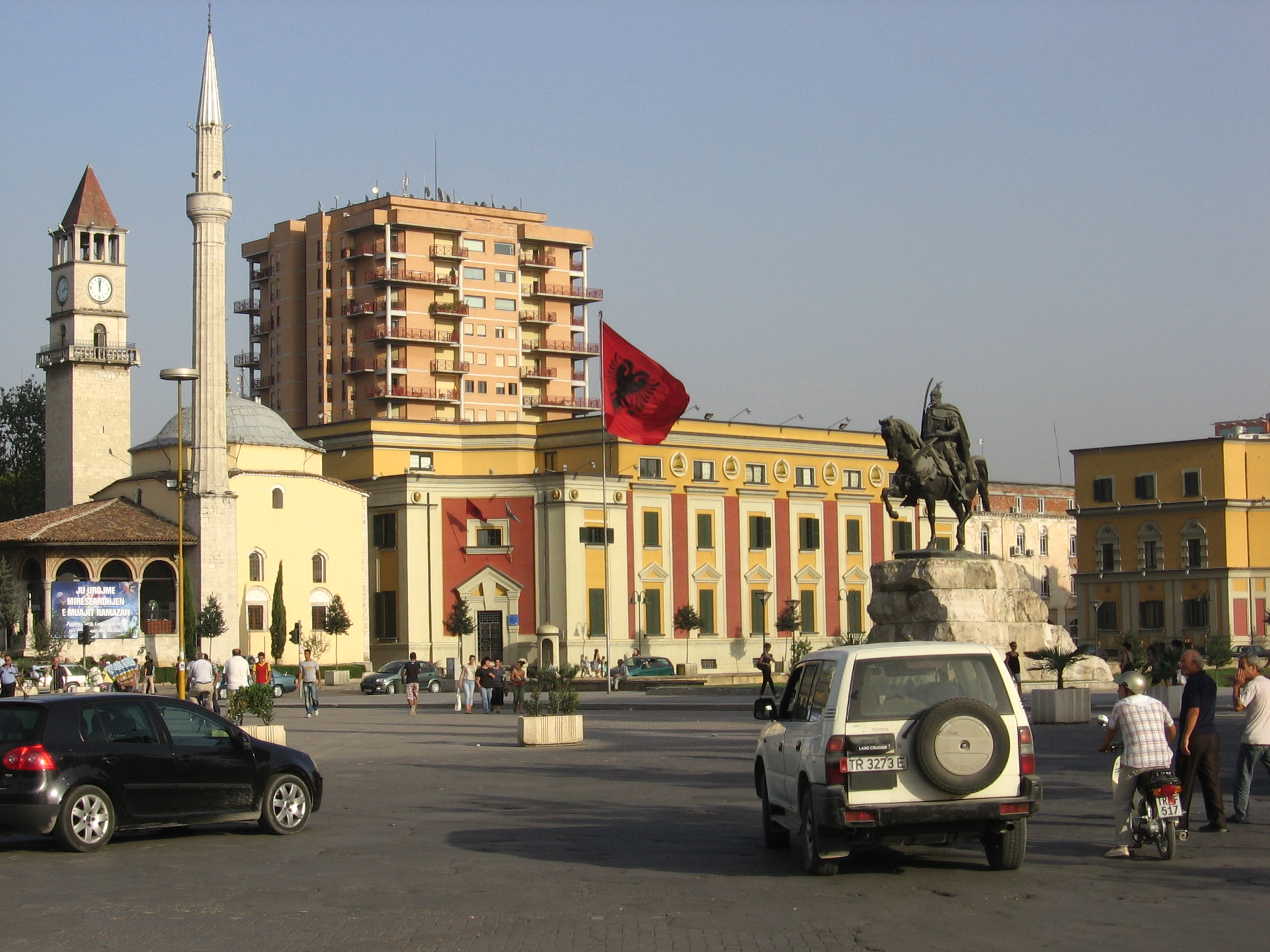
Meczet Ethema Beja w Tiranie

Religia w Albanii zdominowana jest przez islam i chrześcijaństwo. Wolność sumienia i wyznania zagwarantowana jest przez Konstytucję Albanii.
Zgodnie ze spisem ludności w 2023 roku 50,67% ludności Albanii wyznaje islam, co czyni go największą religią w kraju. Większość albańskich muzułmanów jest sunnitami (45,86%), występuje również mniejszość szyicka. 4,81% stanowi mniejszość bektaszijja.
Chrześcijaństwo jest reprezentowane głównie przez katolicyzm (8,38%) i prawosławie (7,22%). 0,40% ludności stanowią wyznania ewangelickie. 13,82% to wyznawcy innych grup religijnych. Ateistami określa siebie 3,55% ludności. 15,91% populacji nie odpowiedziało na pytanie.
Albania przez kilka dziesięcioleci była pod rządami Envera Hoxhy, charakteryzującymi się ateizmem państwowym. W tym czasie praktyka religijna była zakazana i potępiana.

## Statystyki
| Religie/Kościoły  | Liczba wiernych | Źródło                                    |
| ----------------- | --------------- | ----------------------------------------- |
| Islam             | 1 101 718       | Spis powszechny Albanii, 2023             |
| Katolicyzm        | 201 530         | Spis powszechny Albanii, 2023             |
| Prawosławie       | 173 645         | Spis powszechny Albanii, 2023             |
| Ateizm            | 85 311          | Spis powszechny Albanii, 2023             |
| Protestantyzm     | 9 658           | Spis powszechny Albanii, 2023             |
| Świadkowie Jehowy | 5 461           | Sprawozdanie Świadków Jehowy jw.org, 2023 |
| Mormoni           | 2 799           | LDS, 2017                                 |